# Bulbophyllum corolliferum
Bulbophyllum corolliferum es una especie de orquídea epifita originaria del Sudeste de Asia.

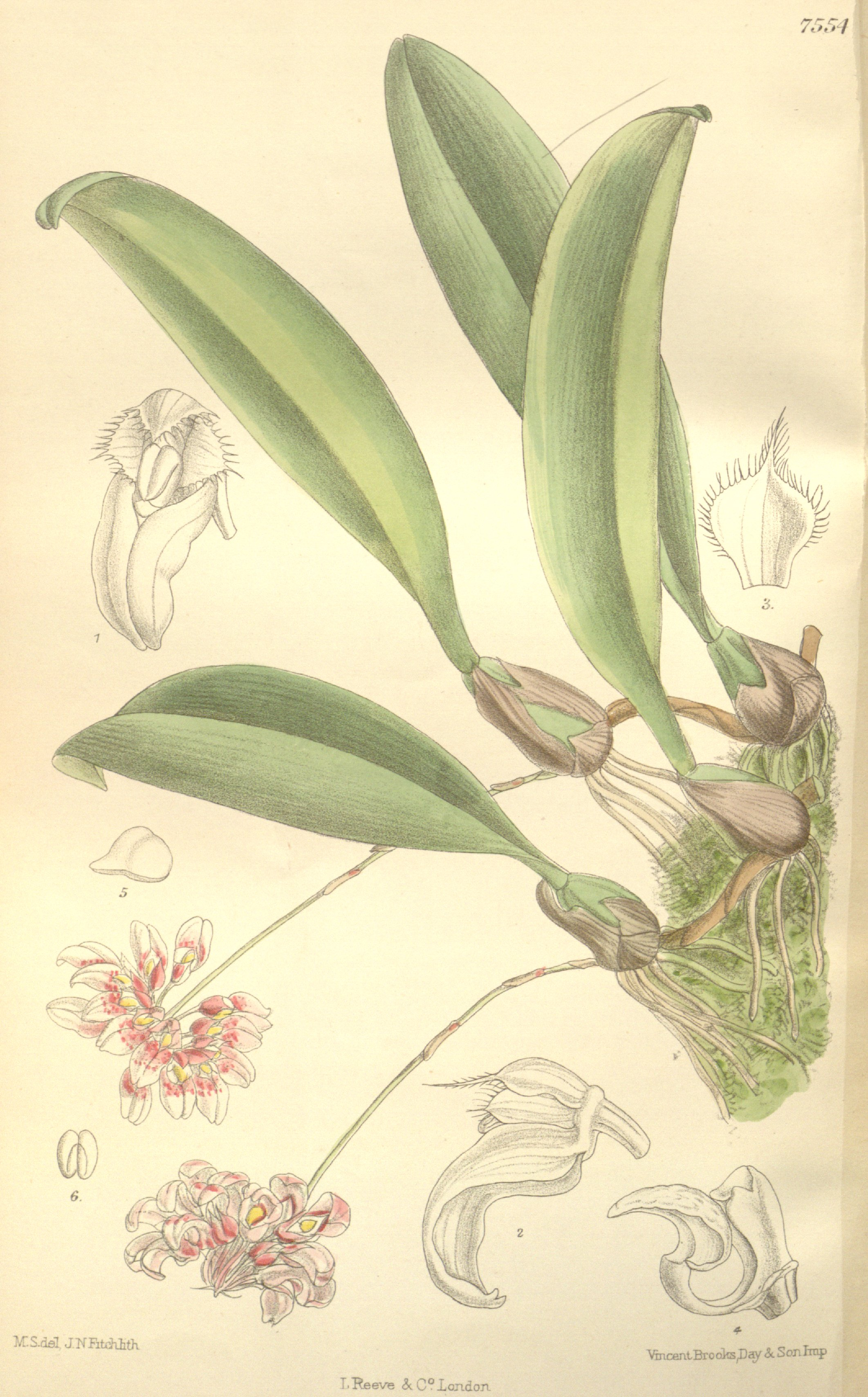
Ilustración

## Descripción
Es una orquídea de pequeño tamaño que prefiere el clima cálido, con hábitos epifita con pseudobulbos que tiene forma de ajo, un poco ovoide, irregularmente con 4-5 caras, truncado con una única hoja apical, oblanceolada, obtusa y emarginada, afilado por debajo de una hoja poco peciolada. Florece en el otoño en una inflorescencia basal, delgada, de color rojizo, de  11   a 14 cm  de largo con 8-10 flores en una umbela debajo de la hoja.

## Distribución y hábitat
Se encuentra en las Filipinas, Tailandia, Vietnam, Malasia, Sumatra, Borneo, India y Singapur, en las tierras bajas de los manglares donde requiere sombra - luz y alta humedad. 

## Taxonomía
Bulbophyllum corolliferum fue descrita por Johannes Jacobus Smith y publicado en Bulletin du Jardin Botanique de Buitenzorg, sér. 2, 25: 80. 1917.
Etimología
Bulbophyllum: nombre genérico que se refiere a la forma de las hojas que es bulbosa.
corolliferum: epíteto latino que significa "con corona".
Sinonimia
- Bulbophyllum curtisii (Hook.f.) J.J.Sm.
- Cirrhopetalum concinnum var. purpureum Ridl.
- Cirrhopetalum curtisii Hook.f.
- Cirrhopetalum curtisii var. lutescens Garay
- Cirrhopetalum curtisii var. purpureum (Ridl.) Garay	[3][4]